# Camiri
Camiri este un oraș din Bolivia.

## Climă
| Date climatice pentru Camiri | Date climatice pentru Camiri | Date climatice pentru Camiri | Date climatice pentru Camiri | Date climatice pentru Camiri | Date climatice pentru Camiri | Date climatice pentru Camiri | Date climatice pentru Camiri | Date climatice pentru Camiri | Date climatice pentru Camiri | Date climatice pentru Camiri | Date climatice pentru Camiri | Date climatice pentru Camiri | Date climatice pentru Camiri |
| Luna                         | Ian                          | Feb                          | Mar                          | Apr                          | Mai                          | Iun                          | Iul                          | Aug                          | Sep                          | Oct                          | Nov                          | Dec                          | Anual                        |
| ---------------------------- | ---------------------------- | ---------------------------- | ---------------------------- | ---------------------------- | ---------------------------- | ---------------------------- | ---------------------------- | ---------------------------- | ---------------------------- | ---------------------------- | ---------------------------- | ---------------------------- | ---------------------------- |
| Media zilnică °C (°F)        | 25.6 (78,1)                  | 25.1 (77,2)                  | 23.9 (75)                    | 21.7 (71,1)                  | 19.8 (67,6)                  | 17.2 (63)                    | 17.8 (64)                    | 19.9 (67,8)                  | 22.7 (72,9)                  | 24.8 (76,6)                  | 25.7 (78,3)                  | 26.0 (78,8)                  | 22,5 (72,5)                  |
| Precipitații mm (inches)     | 157 (6.18)                   | 141 (5.55)                   | 111 (4.37)                   | 57 (2.24)                    | 22 (0.87)                    | 13 (0.51)                    | 8 (0.31)                     | 8 (0.31)                     | 16 (0.63)                    | 39 (1.54)                    | 75 (2.95)                    | 146 (5.75)                   | 793 (31,22)                  |
| Sursă: Climate-Data.org      |                              |                              |                              |                              |                              |                              |                              |                              |                              |                              |                              |                              |                              |